# Joseph Bruyère
Joseph ("Jos") Bruyère (Maastricht, 5 oktober 1948) is een Belgisch voormalig wielrenner. Hij was een der loyaalste ploegmaats van Eddy Merckx en reed negen jaar met hem in hetzelfde team. Hij won twee keer Luik-Bastenaken-Luik, in 1976 en 1978, en is met Ernest Sterckx en Peter Van Petegem mederecordhouder in de Omloop Het Nieuwsblad met 3 zeges.

## Carrière
In de Ronde van Frankrijk 1974 droeg Joseph Bruyère in de eerste week een aantal dagen de gele trui als renner van Molteni, de legendarische ploeg waarbij Eddy Merckx en Bruyère zes seizoenen samen reden. Bruyère droeg de gele trui in het Engelse Plymouth, waarmee hij de eerste renner ooit was die op Brits grondgebied geel droeg. Eddy Merckx won in 1974 zijn vijfde Ronde van Frankrijk. Twee jaar eerder won hij de rit van Auxerre naar Versailles na een sprint tegen Giacinto Santambrogio en Guy Santy. In 1972 behaalde Merckx zijn vierde Tourzege. Bruyère was bij vier van de vijf Tourzeges van Merckx als ploegmaat betrokken.
Bruyère, geboren in het Nederlandse Maastricht, was vooral een renner van het klassieke type, dus wist hij goed raad met de voorjaarsklassiekers in zowel Vlaanderen als Wallonië. Hij won tweemaal Luik-Bastenaken-Luik, de eerste voor Molteni in 1976 en de tweede voor C&A in 1978. Bruyère is jaar en dag samen met Ernest Sterckx en Peter Van Petegem gedeeld recordhouder in de Omloop Het Volk, tegenwoordig Omloop Het Nieuwsblad. Bruyère won de Omloop, toen nog bekend als Gent-Gent, in 1974, 1975 en 1980. 
Hij kon tevens meer dan verdienstelijk tijdrijden. Zo was de rit die Bruyère won in de Ronde van Italië 1976 de individuele tijdrit over 28 kilometer, op de slotdag in en rond Milaan. In 1978 droeg hij acht dagen geel in de Ronde van Frankrijk en werd hij vierde in het eindklassement op 9'04" van winnaar Bernard Hinault. In het jaar waarin hij voor het eerst geel droeg in de Tour, 1974, won hij de proloog – lees: een korte openingstijdrit – in de Koers naar de Zon, Parijs-Nice. Hij was beroepsrenner tussen 1970 en 1980, waarvan hij het grootste gedeelte heeft doorgebracht als ploeggenoot van Eddy Merckx bij Faemino–Faema, Molteni en Fiat en C&A. 
Bruyère reed in 1979 ook één seizoen bij Flandria, en een jaar later beëindigde hij zijn wielerloopbaan als renner van Marc-Zeepcentrale.

## Belangrijkste overwinningen
1969
- Flèche Ardennaise voor amateurs

1971
- Ronde van Oost-Vlaanderen

1972
- 19e etappe Tour de France

1974
- Omloop Het Volk
- Proloog Parijs-Nice

1975
- Eindklassement Ronde van de Middellandse Zee
- Omloop Het Volk

1976
- Luik-Bastenaken-Luik
- 22e etappe deel A (ITT) Ronde van Italië

1978
- Luik-Bastenaken-Luik

1980
- Omloop Het Volk

## Resultaten in voornaamste wedstrijden
| Jaar | Ronde van Italië | Ronde van Frankrijk | Ronde van Spanje |
| ---- | ---------------- | ------------------- | ---------------- |
| 1970 |                  | 50e                 |                  |
| 1971 |                  | 60e                 |                  |
| 1972 | 21e              | 26e (1)             |                  |
| 1973 | 53e              |                     | 30e              |
| 1974 | 52e              | 21e                 |                  |
| 1975 |                  |                     |                  |
| 1976 | 26e (1)          |                     |                  |
| 1977 |                  | opgave              |                  |
| 1978 |                  | 4e                  |                  |
| 1980 |                  |                     |                  |

| Jaar | Milaan-San Remo | Gent-Wevelgem | Ronde van Vlaanderen | Parijs-Roubaix | Amstel Gold Race | Luik-Bast.‑Luik | Omloop Het Volk | Waalse Pijl | Brabantse Pijl |  | WK op de weg |  | Wereldranglijsten |
| ---- | --------------- | ------------- | -------------------- | -------------- | ---------------- | --------------- | --------------- | ----------- | -------------- |  | ------------ |  | ----------------- |
| 1970 | 91e             |               |                      |                |                  | 19e             |                 | 33e         | 10e            |  | opgave       |  |                   |
| 1971 | 5e              | 39e           | 73e                  | 15e            | 12e              | 7e              | 4e              |             |                |  |              |  |                   |
| 1972 |                 |               |                      |                |                  |                 | 21e             |             |                |  |              |  |                   |
| 1973 |                 | 19e           |                      |                |                  | 18e             |                 | 17e         |                |  | opgave       |  |                   |
| 1974 | 26e             |               |                      |                |                  |                 | Goud            | 27e         |                |  | opgave       |  |                   |
| 1975 | 5e              |               |                      |                | ↑                |                 | Goud            |             | 5e             |  | opgave       |  | 41e (SPP)         |
| 1976 |                 | 35e           |                      |                |                  | Goud            |                 |             |                |  | 30e          |  | 27e (SPP)         |
| 1977 |                 |               |                      |                | 14e              | 10e             |                 |             |                |  | opgave       |  |                   |
| 1978 |                 |               |                      |                |                  | Goud            |                 | 10e         |                |  | opgave       |  | 9e (SPP)          |
| 1980 |                 |               |                      |                |                  |                 | Goud            |             |                |  |              |  |                   |

## Ploegen
- 1970 - Faemino-Faema
- 1971 - Molteni
- 1972 - Molteni
- 1973 - Molteni
- 1974 - Molteni
- 1975 - Molteni
- 1976 - Molteni
- 1977 - Fiat France
- 1978 - C&A
- 1979 - Flandria-Ca Va Seul-Sunair
- 1980 - Marc-V.R.D.